# Álbuns de Madonna
A discografia de álbuns de Madonna, cantora e compositora estadunidense, consiste em 14 álbuns de estúdio, quatro trilhas sonoras, seis álbuns ao vivo, oito compilações e outros 39 lançamentos limitados. Tendo vendido mais de 300 milhões de obras musicais em todo o mundo, Madonna é a artista feminina mais bem sucedida de todos os tempos, segundo o Livro dos Recordes. Iniciou sua carreira em 1982, ao assinar com a gravadora Sire Records, de propriedade da Warner Bros. Records. Seu primeiro lançamento sob o selo foi em 1983 com o álbum de estreia homônimo. O disco chegou à oitava posição na Billboard 200 e recebeu uma certificação de platina quíntupla pela Recording Industry Association of America (RIAA). O material subsequente, Like a Virgin (1984), alcançou o topo das paradas em vários países e recebeu o certificado de diamante pela RIAA. Seu terceiro álbum de estúdio, True Blue (1986), culminou em tabelas musicais de mais de 28 nações e comercializou 25 milhões de cópias, tornando-se o álbum mais vendido do mundo em 1986, bem como o mais adquirido dos anos 1980 por uma artista feminina. Em 1987, lançou dois álbuns que foram angariados com disco de platina nos Estados Unidos: a trilha sonora Who's That Girl e sua primeira coletânea de remixes, You Can Dance. O quarto álbum de estúdio de Madonna, Like a Prayer (1989), a tornou a mulher com mais álbuns número um na Billboard 200 durante a década de 1980.
No início da década de 1990, a artista lança I'm Breathless (1990), com canções inspiradas no filme Dick Tracy. Ao fim daquele ano, foi lançado seu álbum de grandes êxitos The Immaculate Collection. Recebido com um estrondoso sucesso comercial, tornou-se o segundo álbum de Madonna a ser certificado com disco de diamante nos EUA, convertendo-se também no álbum de compilação mais bem sucedido de todos os tempos por um artista solo. Em 1992, ela fundou sua própria empresa de entretenimento multimídia, Maverick, em parceria com a Time Warner; garantindo-lhe 20% de royalties por seus lançamentos musicais, a taxa mais alta da indústria na época, igualada apenas pela taxa do cantor Michael Jackson estabelecida um ano antes com a Sony. Seus lançamentos seguintes sob o selo Maverick incluíram os álbuns de estúdio Erotica (1992) e Bedtime Stories (1994), além de Something to Remember (1995), uma coletânea de baladas. Todos esses álbuns receberam certificações de platina dupla nos EUA. Em 1998, chega às lojas Ray of Light, que obteve um desempenho exitoso e em âmbito global comercializou cerca de dezesseis milhões de réplicas.
O material seguinte, Music foi editado em setembro de 2000, e atingiu a liderança da Billboard 200 e, mundialmente, obteve mais de 11 milhões de cópias vendidas, sendo 4 milhões apenas em seus primeiros dez dias. Madonna ainda continuou no topo com seus discos subsequentes, American Life (2003) e Confessions on a Dance Floor (2005), este último liderou as tabelas musicais de 40 países e comercializou mais de 10 milhões de exemplares em sua totalidade. Em 2007, a artista assinou um contrato de 120 milhões de dólares com a Live Nation. Seu contrato com a Warner Bros. encerrou-se com o lançamento de seu décimo primeiro álbum de estúdio, Hard Candy (2008), e a coletânea de grandes êxitos, Celebration (2009). MDNA (2012) foi seu primeiro lançamento pela Interscope Records, tornando-se seu quinto álbum de estúdio a estrear no topo da Billboard 200. Este foi precedido por Rebel Heart (2015) e Madame X (2019), sua nona liderança na Billboard 200. Em 2021, Madonna retomou sua parceria com a Warner Music Group, que agora detém os direitos sobre todo o seu catálogo, incluindo seus três últimos lançamentos pela Interscope.

## Principais lançamentos

### Álbuns de estúdio
| Detalhes do álbum | Posições de pico nas tabelas musicais | Posições de pico nas tabelas musicais | Posições de pico nas tabelas musicais | Posições de pico nas tabelas musicais | Posições de pico nas tabelas musicais | Posições de pico nas tabelas musicais | Posições de pico nas tabelas musicais | Posições de pico nas tabelas musicais | Posições de pico nas tabelas musicais | Posições de pico nas tabelas musicais | Vendas                                                                                                | Certificações |
| Detalhes do álbum | EUA                                   | ALE                                   | AUS                                   | CAN                                   | ESP                                   | FRA                                   | ITA                                   | PB                                    | RU                                    | SUI                                   | Vendas                                                                                                | Certificações |
| --- | ------------------------------------- | ------------------------------------- | ------------------------------------- | ------------------------------------- | ------------------------------------- | ------------------------------------- | ------------------------------------- | ------------------------------------- | ------------------------------------- | ------------------------------------- | --- | --- |
| Madonna - Lançamento: 27 de julho de 1983 - Gravadora: Sire · Warner Bros. - Formatos: LP · K7 · CD                                            | 8                                     | 28                                    | 10                                    | 16                                    | 35                                    | 8                                     | 50                                    | 7                                     | 6                                     | —                                     | - EUA: 5 000 000 - AUS: 250 000 - ITA: 210 000                                                        | - RIAA: 5× Platina - ARIA: 3× Platina - BPI: Platina - BVMI: Ouro - FIMI: Ouro - NVPI: Platina - PROMUSICAE: Ouro - SNEP: Platina                                                                      |
| Like a Virgin - Lançamento: 12 de novembro de 1984 - Gravadora: Sire · Warner Bros. - Formatos: LP · K7 · CD                                   | 1                                     | 1                                     | 2                                     | 3                                     | 1                                     | 2                                     | 1                                     | 1                                     | 1                                     | 3                                     | - EUA: 10 000 000 - FRA: 600 000 - ITA: 1 000 000 - RU: 1 000 000                                     | - RIAA: Diamante - ARIA: 7× Platina - BPI: 3× Ouro - BPI: 3× Platina - FIMI: 2× Platina - IFPI (SUI): 2× Platina - MC: Diamante - PROMUSICAE: Platina - SNEP: 2× Platina                               |
| True Blue - Lançamento: 30 de junho de 1986 - Gravadora: Sire · Warner Bros. - Formatos: LP · K7 · CD                                          | 1                                     | 1                                     | 1                                     | 1                                     | 1                                     | 1                                     | 1                                     | 1                                     | 1                                     | 1                                     | - EUA: 7 000 000 - CAN: 1 000 000 - FRA: 1 300 000 - ITA: 1 500 000 - RU: 2 000 000                   | - RIAA: 7× Platina - ARIA: 4× Platina - BPI: 7× Platina - BVMI: 2× Platina - FIMI: 4× Platina - IFPI (SUI): 3× Platina - MC: Diamante - NVPI: Platina - PROMUSICAE: 3× Platina - SNEP: Diamante        |
| Like a Prayer - Lançamento: 21 de março de 1989 - Gravadora: Sire · Warner Bros. - Formatos: LP · K7 · CD                                      | 1                                     | 1                                     | 4                                     | 2                                     | 1                                     | 1                                     | 1                                     | 1                                     | 1                                     | 1                                     | - EUA: 5 000 000 - FRA: 800 000 - ITA: 800 000                                                        | - RIAA: 4× Platina - ARIA: 4× Platina - BPI: 4× Platina - BVMI: 3× Ouro - IFPI (SUI): 2× Platina - MC: 5× Platina - NVPI: Platina - PROMUSICAE: 4× Platina - SNEP: 2× Platina                          |
| Erotica - Lançamento: 20 de outubro de 1992 - Gravadora: Maverick · Sire · Warner Bros. - Formatos: LP · K7 · CD                               | 2                                     | 5                                     | 1                                     | 4                                     | 5                                     | 1                                     | 2                                     | 13                                    | 2                                     | 5                                     | - EUA: 1 989 000 - ESP: 150 000 - FRA: 250 000 - ITA: 250 000                                         | - RIAA: 2× Platina - ARIA: 3× Platina - BPI: 2× Platina - BVMI: Ouro - IFPI (SUI): Ouro - MC: 2× Platina - NVPI: Ouro - PROMUSICAE: Platina                                                            |
| Bedtime Stories - Lançamento: 25 de outubro de 1994 - Gravadora: Maverick · Sire · Warner Bros. - Formatos: LP · K7 · CD                       | 3                                     | 4                                     | 1                                     | 4                                     | 5                                     | 2                                     | 2                                     | 13                                    | 2                                     | 7                                     | - EUA: 2 531 000 - CAN: 250 000 - ITA: 210 000                                                        | - RIAA: 3× Platina - ARIA: 2× Platina - BPI: Platina - BVMI: Platina - FIMI: 2× Platina - IFPI (SUI): Ouro - MC: 2× Platina - PROMUSICAE: Platina - SNEP: 2× Ouro                                      |
| Ray of Light - Lançamento: 22 de fevereiro de 1998 - Gravadora: Maverick · Warner Bros. - Formatos: K7 · CD · download digital · LP · MiniDisc | 2                                     | 1                                     | 1                                     | 1                                     | 1                                     | 2                                     | 1                                     | 1                                     | 1                                     | 1                                     | - EUA: 4 359 000 - FRA: 1 000 000 - ITA: 600 000 - RU: 1 730 000                                      | - RIAA: 4× Platina - ARIA: 3× Platina - BPI: 6× Platina - BVMI: 3× Platina - FIMI: 5× Platina - IFPI (SUI): 3× Platina - MC: 7× Platina - NVPI: 3× Platina - PROMUSICAE: 3× Platina - SNEP: 3× Platina |
| Music - Lançamento: 18 de setembro de 2000 - Gravadora: Maverick · Warner Bros. - Formatos: K7 · CD · download digital · LP                    | 1                                     | 1                                     | 2                                     | 1                                     | 2                                     | 1                                     | 1                                     | 1                                     | 1                                     | 1                                     | - EUA: 3 031 000 - FRA: 900 000 - ITA: 250 000 - RU: 1 630 000                                        | - RIAA: 3× Platina - ARIA: 3× Platina - BPI: 5× Platina - BVMI: 2× Platina - IFPI (SUI): 2× Platina - MC: 3× Platina - NVPI: 2× Platina - PROMUSICAE: 2× Platina - SNEP: 2× Platina                    |
| American Life - Lançamento: 21 de abril de 2003 - Gravadora: Maverick · Warner Bros. - Formatos: K7 · CD · download digital · LP · box set     | 1                                     | 1                                     | 3                                     | 1                                     | 2                                     | 1                                     | 1                                     | 3                                     | 1                                     | 1                                     | - EUA: 680 000 - ESP: 70 000 - FRA: 600 000 - ITA: 150 000 - RU: 335 115                              | - RIAA: Platina - ARIA: Platina - BPI: Platina - BVMI: Platina - IFPI (SUI): Platina - MC: Platina - NVPI: Ouro - PROMUSICAE: Ouro - SNEP: Platina                                                     |
| Confessions on a Dance Floor - Lançamento: 9 de novembro de 2005 - Gravadora: Warner Bros. - Formatos: CD · download digital · LP · box set    | 1                                     | 1                                     | 1                                     | 1                                     | 1                                     | 1                                     | 1                                     | 1                                     | 1                                     | 1                                     | - EUA: 1 734 000 - AUS: 200 000 - ESP: 200 000 - FRA: 900 000 - ITA: 400 000 - RU: 1 340 000          | - RIAA: Platina - ARIA: 2× Platina - BPI: 4× Platina - BVMI: 3× Platina - FIMI: 4× Platina - IFPI (SUI): 3× Platina - MC: 5× Platina - NVPI: Platina - PROMUSICAE: 2× Platina - SNEP: Diamante         |
| Hard Candy - Lançamento: 18 de abril de 2008 - Gravadora: Warner Bros. - Formatos: CD · download digital · LP · box set                        | 1                                     | 1                                     | 1                                     | 1                                     | 1                                     | 1                                     | 1                                     | 1                                     | 1                                     | 1                                     | - EUA: 751 000 - AUS: 70 000 - CAN: 169 000 - ESP: 43 500 - FRA: 240 000 - ITA: 175 774 - RU: 335 523 | - RIAA: Ouro - ARIA: Platina - BPI: Platina - BVMI: Platina - IFPI (SUI): Platina - MC: Platina - NVPI: Platina - PROMUSICAE: Ouro - SNEP: Platina                                                     |
| MDNA - Lançamento: 23 de março de 2012 - Gravadora: Interscope - Formatos: CD · download digital · LP                                          | 1                                     | 3                                     | 1                                     | 1                                     | 1                                     | 2                                     | 1                                     | 1                                     | 1                                     | 2                                     | - EUA: 539 000 - AUS: 35 000 - ESP: 30 000 - FRA: 150 000 - RU: 134 803                               | - RIAA: Ouro - ARIA: Ouro - BPI: Ouro - FIMI: Platina - NVPI: Ouro - PROMUSICAE: Ouro - SNEP: Platina                                                                                                  |
| Rebel Heart - Lançamento: 6 de março de 2015 - Gravadora: Interscope - Formatos: CD · download digital · LP                                    | 2                                     | 1                                     | 1                                     | 1                                     | 1                                     | 3                                     | 1                                     | 1                                     | 2                                     | 1                                     | - EUA: 238 000 - AUS: 15 000 - FRA: 52 000 - ITA: 60 000 - RU: 76 490                                 | - BPI: Ouro - FIMI: Platina - SNEP: Ouro |
| Madame X - Lançamento: 14 de junho de 2019 - Gravadora: Interscope - Formatos: CD · download digital · K7 · box set                            | 1                                     | 5                                     | 2                                     | 2                                     | 3                                     | 4                                     | 2                                     | 2                                     | 2                                     | 2                                     | - EUA: 169 000 - FRA: 29 000 - ITA: 20 000 - RU: 62 531                                               | - BPI: Prata - FIMI: Ouro |
| "—" denota itens que não conseguiram entrar nas tabelas musicais ou não foram lançados no território.                                          |                                       |                                       |                                       |                                       |                                       |                                       |                                       |                                       |                                       |                                       | | |

### Trilhas sonoras
| Detalhes do álbum | Posições de pico nas tabelas musicais | Posições de pico nas tabelas musicais | Posições de pico nas tabelas musicais | Posições de pico nas tabelas musicais | Posições de pico nas tabelas musicais | Posições de pico nas tabelas musicais | Posições de pico nas tabelas musicais | Posições de pico nas tabelas musicais | Posições de pico nas tabelas musicais | Posições de pico nas tabelas musicais | Vendas                                                        | Certificações |
| Detalhes do álbum | EUA                                   | ALE                                   | AUS                                   | CAN                                   | ESP                                   | FRA                                   | ITA                                   | PB                                    | RU                                    | SUI                                   | Vendas                                                        | Certificações |
| --- | ------------------------------------- | ------------------------------------- | ------------------------------------- | ------------------------------------- | ------------------------------------- | ------------------------------------- | ------------------------------------- | ------------------------------------- | ------------------------------------- | ------------------------------------- | ------------------------------------------------------------- | --- |
| Who's That Girl - Lançamento: 21 de julho de 1987 - Gravadora: Sire · Warner Bros. - Formatos: LP · K7 · CD                | 7                                     | 1                                     | 24                                    | 4                                     | 4                                     | 2                                     | 1                                     | 1                                     | 4                                     | 4                                     | - EUA: 1 000 000 - CAN: 160 000 - FRA: 600 000 - ITA: 450 000 | - RIAA: Platina - BPI: Platina - BVMI: Ouro - FIMI: 2× Platina - IFPI (SUI): Ouro - NVPI: Ouro - PROMUSICAE: Platina - SNEP: 2× Platina                  |
| I'm Breathless - Lançamento: 22 de maio de 1990 - Gravadora: Sire · Warner Bros. - Formatos: LP · K7 · CD                  | 2                                     | 1                                     | 1                                     | 3                                     | 2                                     | 3                                     | 1                                     | 5                                     | 2                                     | 3                                     | - EUA: 3 000 000 - ITA: 300 000                               | - RIAA: 2× Platina - ARIA: Platina - BPI: Platina - BVMI: Ouro - IFPI (SUI): Ouro - MC: 2× Platina - NVPI: Ouro - PROMUSICAE: 2× Platina - SNEP: 2× Ouro |
| Evita - Lançamento: 28 de outubro de 1996 - Gravadora: Warner Bros. - Formatos: K7 · CD · download digital                 | 2                                     | 2                                     | 5                                     | 5                                     | 16                                    | 2                                     | 2                                     | 6                                     | 1                                     | 1                                     | - EUA: 2 025 000 - CAN: 200 000 - RU: 737 000                 | - RIAA: 5× Platina - ARIA: Platina - BPI: 2× Platina - BVMI: Platina - IFPI (SUI): Platina - NVPI: Ouro - PROMUSICAE: Ouro                               |
| The Next Best Thing - Lançamento: 22 de fevereiro de 2000 - Gravadora: Warner Bros. - Formatos: K7 · CD · download digital | 34                                    | 19                                    | 16                                    | —                                     | —                                     | —                                     | —                                     | —                                     | —                                     | 55                                    | - EUA: 155 000                                                | |
| "—" denota itens que não conseguiram entrar nas tabelas musicais ou não foram lançados no território.                      |                                       |                                       |                                       |                                       |                                       |                                       |                                       |                                       |                                       |                                       |                                                               | |

### Álbuns ao vivo
| Detalhes do álbum | Posições de pico nas tabelas musicais | Posições de pico nas tabelas musicais | Posições de pico nas tabelas musicais | Posições de pico nas tabelas musicais | Posições de pico nas tabelas musicais | Posições de pico nas tabelas musicais | Posições de pico nas tabelas musicais | Posições de pico nas tabelas musicais | Posições de pico nas tabelas musicais | Posições de pico nas tabelas musicais | Vendas                                    | Certificações                |
| Detalhes do álbum | EUA                                   | ALE                                   | AUS                                   | CAN                                   | ESP                                   | FRA                                   | ITA                                   | PB                                    | RU                                    | SUI                                   | Vendas                                    | Certificações                |
| --- | ------------------------------------- | ------------------------------------- | ------------------------------------- | ------------------------------------- | ------------------------------------- | ------------------------------------- | ------------------------------------- | ------------------------------------- | ------------------------------------- | ------------------------------------- | ----------------------------------------- | ---------------------------- |
| I'm Going to Tell You a Secret - Lançamento: 20 de junho de 2006 - Gravadora: Warner Bros. - Formatos: CD+DVD · download digital               | 33                                    | 8                                     | —                                     | 4                                     | —                                     | 8                                     | 1                                     | 4                                     | 18                                    | 7                                     | - EUA: 85 000 - ITA: 100 000 - RU: 39 000 | - SNEP: Ouro                 |
| The Confessions Tour - Lançamento: 26 de janeiro de 2007 - Gravadora: Warner Bros. - Formato: CD+DVD · download digital                        | 15                                    | 2                                     | —                                     | 2                                     | 1                                     | 2                                     | 1                                     | 2                                     | 7                                     | 2                                     | - EUA: 148 000                            | - BPI: Prata                 |
| Sticky & Sweet Tour - Lançamento: 26 de março de 2010 - Gravadora: Warner Bros. - Formato: CD+DVD · Blu-ray · download digital                 | 10                                    | 11                                    | —                                     | 3                                     | 3                                     | 6                                     | 2                                     | 4                                     | 17                                    | 5                                     | - EUA: 65 000 - CAN: 6 000 - RU: 12 405   | - FIMI: Platina - SNEP: Ouro |
| MDNA World Tour - Lançamento: 6 de setembro de 2013 - Gravadora: Interscope - Formato: 2×CD · DVD · Blu-ray · download digital · streaming     | 90                                    | —                                     | —                                     | —                                     | 4                                     | 6                                     | 2                                     | 50                                    | 55                                    | —                                     | - EUA: 18 000 - FRA: 8 000 - RU: 23 220   |                              |
| Rebel Heart Tour - Lançamento: 15 de setembro de 2017 - Gravadora: Eagle - Formato: 2×CD · DVD+CD · Blu-ray+CD · download digital · streaming  | —                                     | 8                                     | 20                                    | —                                     | 4                                     | 20                                    | 4                                     | 14                                    | 42                                    | 30                                    | - EUA: 3 840 - FRA: 3 000                 |                              |
| Madame X: Music from the Theater Xperience - Lançamento: 8 de outubro de 2021 - Gravadora: Warner - Formato: Download digital · streaming · LP | —                                     | —                                     | —                                     | —                                     | 67                                    | 90                                    | —                                     | —                                     | —                                     | —                                     |                                           |                              |
| "—" denota itens que não conseguiram entrar nas tabelas musicais ou não foram lançados no território.                                          |                                       |                                       |                                       |                                       |                                       |                                       |                                       |                                       |                                       |                                       |                                           |                              |

### Álbuns de compilação
| Detalhes do álbum | Posições de pico nas tabelas musicais | Posições de pico nas tabelas musicais | Posições de pico nas tabelas musicais | Posições de pico nas tabelas musicais | Posições de pico nas tabelas musicais | Posições de pico nas tabelas musicais | Posições de pico nas tabelas musicais | Posições de pico nas tabelas musicais | Posições de pico nas tabelas musicais | Posições de pico nas tabelas musicais | Vendas                                                                           | Certificações |
| Detalhes do álbum | EUA                                   | ALE                                   | AUS                                   | CAN                                   | ESP                                   | FRA                                   | ITA                                   | PB                                    | RU                                    | SUI                                   | Vendas                                                                           | Certificações |
| --- | ------------------------------------- | ------------------------------------- | ------------------------------------- | ------------------------------------- | ------------------------------------- | ------------------------------------- | ------------------------------------- | ------------------------------------- | ------------------------------------- | ------------------------------------- | -------------------------------------------------------------------------------- | --- |
| You Can Dance - Lançamento: 17 de novembro de 1987 - Gravadora: Sire · Warner Bros. - Formatos: LP · K7 · CD                                                    | 14                                    | 13                                    | 13                                    | 11                                    | 16                                    | 2                                     | 1                                     | 3                                     | 5                                     | 11                                    | - EUA: 1 500 000 - ITA: 450 000                                                  | - RIAA: Platina - ARIA: Platina - BPI: Platina - BVMI: Ouro - IFPI (SUI): Ouro - NVPI: Ouro - PROMUSICAE: Platina - SNEP: Platina                                                        |
| The Immaculate Collection - Lançamento: 9 de novembro de 1990 - Gravadora: Sire · Warner Bros. - Formatos: LP · K7 · CD · download digital · MiniDisc · box set | 2                                     | 10                                    | 1                                     | 1                                     | 5                                     | 2                                     | 10                                    | 10                                    | 1                                     | 3                                     | - EUA: 10 000 000 - AUS: 880 000 - FRA: 1 100 000 - ITA: 250 000 - RU: 3 770 000 | - RIAA: Diamante (11× Platina) - AUS: 12× Platina - BPI: 13× Platina - BVMI: 3× Ouro - IFPI (SUI): Platina - MC: 7× Platina - NVPI: 3× Platina - PROMUSICAE: 3× Platina - SNEP: Diamante |
| Something to Remember - Lançamento: 7 de novembro de 1995 - Gravadora: Maverick · Warner Bros. - Formatos: LP · K7 · CD                                         | 6                                     | 2                                     | 1                                     | 4                                     | 6                                     | 3                                     | 1                                     | 19                                    | 3                                     | 7                                     | - EUA: 2 281 000 - ITA: 560 000 - RU: 880 000                                    | - RIAA: 3× Platina - ARIA: 4× Platina - BPI: 3× Platina - BVMI: Platina - IFPI (SUI): Platina - MC: 2× Platina - NVPI: Platina - PROMUSICAE: Ouro - SNEP: 2× Ouro                        |
| GHV2 - Lançamento: 13 de novembro de 2001 - Gravadora: Maverick · Warner Bros. - Formatos: K7 · CD · download digital                                           | 7                                     | 3                                     | 3                                     | 11                                    | 3                                     | 2                                     | 7                                     | 13                                    | 2                                     | 3                                     | - EUA: 1 487 000 - RU: 868 500                                                   | - RIAA: Platina - ARIA: 2× Platina - BPI: 2× Platina - BVMI: Platina - IFPI (SUI): Platina - MC: Platina - NVPI: Platina - PROMUSICAE: 2× Platina - SNEP: Platina                        |
| Remixed & Revisited - Lançamento: 24 de novembro de 2003 - Gravadora: Maverick · Warner Bros. - Formatos: CD · download digital                                 | 115                                   | —                                     | —                                     | —                                     | —                                     | —                                     | —                                     | —                                     | —                                     | 80                                    | - RU: 114 000                                                                    | |
| Celebration - Lançamento: 18 de setembro de 2009 - Gravadora: Warner Bros. - Formatos: CD · 2×CD · download digital · LP                                        | 7                                     | 1                                     | 6                                     | 1                                     | 2                                     | 34                                    | 1                                     | 2                                     | 1                                     | 3                                     | - EUA: 274 000 - RU: 666 000                                                     | - RIAA: Ouro - ARIA: Ouro - BPI: 2× Platina - BVMI: Platina - FIMI: 3× Platina - IFPI (SUI): Platina - PROMUSICAE: Ouro - SNEP: Platina                                                  |
| Finally Enough Love: 50 Number Ones - Lançamento: 19 de agosto de 2022 - Gravadora: Warner · Rhino - Formatos: CD · 3×CD · download digital · LP                | 8                                     | 2                                     | 1                                     | 7                                     | 2                                     | 2                                     | 2                                     | 1                                     | 3                                     | 2                                     | - RU: 88 394                                                                     | - BPI: Ouro |
| Veronica Electronica - Lançamento: 25 de julho de 2025 - Gravadora: Warner · Rhino - Formatos: Download digital · LP                                            | —                                     | —                                     | —                                     | —                                     | —                                     | —                                     | —                                     | —                                     | —                                     | —                                     |                                                                                  | |
| "—" denota itens que não conseguiram entrar nas tabelas musicais ou não foram lançados no território.                                                           |                                       |                                       |                                       |                                       |                                       |                                       |                                       |                                       |                                       |                                       |                                                                                  | |

## Outros lançamentos
| Ano  | Detalhes do álbum | Notas |
| ---- | --- | --- |
| 1984 | Like a Virgin & Other Big Hits! - Lançamento: 10 de outubro de 1984 - Gravadora: Sire · Warner-Pioneer Japan - Formatos: LP · CD                                    | - Lançado em 1984 no Japão, através da Warner-Pioneer Japan, o extended play (EP) é constituído por três faixas, como "Like a Virgin" (Extended Dance Remix), "Holiday", "Lucky Star" (Extended Dance Remix) e "Borderline" (Extended Dance Remix). - Após o seu relançamento em 2016, atingiu a terceira colocação no gráfico Top Dance/Electronic Albums dos EUA.          |
| 1985 | Dance Mix - Lançamento: 1985 - Gravadora: WEA · Warner Bros. - Formatos: LP                                                                                         | - Lançado em 1985 na América do Sul, o EP é constituído por quatro faixas, como "Into The Groove" (Single Version), "Angel" (Extended Dance Mix), "Material Girl" (Extended Dance Remix) e "Holiday". - Após o seu relançamento em 2017, atingiu a 17.ª colocação no gráfico Top Dance/Electronic Albums dos EUA. E o número 34 no gráfico HDU da Croácia.                   |
| 1985 | Madonna Mix - Lançamento: 1985 - Gravadora: WEA · Warner Bros. - Formatos: LP                                                                                       | - Lançado em 1985 na Venezuela, o EP é constituído por três faixas no lado A; "Borderline", "Holiday" e "Into the Groove", e três no lado B; "Angel", "Material Girl" e "Dress You Up". Seguidamente foi lançado na Colômbia e Equador. Devido a este lançamento, a compilação You Can Dance (1987) foi lançada em território venezuelano como You Can Dance: Madonna Mix 2. |
| 1986 | Super Club Mix: True Blue - Lançamento: Outubro de 1986 - Gravadora: Sire · Warner-Pioneer Japan - Formatos: LP · CD                                                | - Lançado em 1986 no Japão, através da Warner-Pioneer Japan, o EP é constituído por cinco faixas, como "True Blue" (The Color Mix), "Everybody" (Dub Version), "Papa Don't Preach" (Extended Remix), "Everybody" (Extended Version) e "Live to Tell" (Instrumental). |
| 1987 | La Isla Bonita: Super Mix EP - Lançamento: 25 de maio de 1987 - Gravadora: Sire · Warner-Pioneer Japan - Formatos: LP · CD                                          | - Lançado em 1987 no Japão, através da Warner-Pioneer Japan, o EP é constituído por cinco faixas, como "La Isla Bonita" (Extended Remix), "Open Your Heart" (Extended Version), "Gambler", "Crazy for You" e "La Isla Bonita" (Instrumental). De acordo com a Billboard, estreou na sétima colocação dos álbuns mais vendidos do Japão.                                      |
| 1989 | Remixed Prayers - Lançamento: 23 de agosto de 1989 - Gravadora: Sire · Warner Bros. - Formatos: LP · CD                                                             | - Lançado em 1989 no Japão, é constituído por dois remixes de "Like a Prayer" (1989) e "Express Yourself" (1989), e apresenta uma capa alternativa desenhada por Christopher Ciccone. - Atingiu a 24.ª colocação no gráfico Oricon Albums Chart do Japão. |
| 1989 | Madonna 1983–1989 - Lançamento: 20 de setembro de 1989 - Gravadora: Sire · Warner Bros. - Formatos: LP · CD                                                         | - Disponibilizado apenas para DJs e varejistas em 1989 no Japão, foi relançado no ano subsequente com as faixas "Crazy for You" e "Into the Groove" sendo substituídas por "Vogue" e "Keep It Together". |
| 1990 | True Blue/Like a Prayer - Lançamento: 1990 - Gravadora: Sire · WEA Music Australia - Formatos: K7                                                                   | - Fita K7 contendo os álbuns True Blue e Like a Prayer, lançado exclusivamente na Austrália em 1990. |
| 1990 | Vogue EP - Lançamento: 25 de setembro de 1990 - Gravadora: Sire · WEA Japan - Formatos: CD                                                                          | - Lançado em 1990 no Japão, através da WEA Japan, o EP é constituído por remixes de "Vogue" e "Hanky Panky". - Atingiu a 72.ª colocação no gráfico Oricon Albums Chart do Japão. |
| 1991 | The Holiday Collection - Lançamento: 2 de junho de 1991 - Gravadora: Sire · Warner Bros. - Formatos: CD · K7                                                        | - Lançado em 1991 no Reino Unido, para coincidir com o relançamento de "Holiday" (1983). O EP é constituído por três faixas não incluídas em The Immaculate Collection (1990). |
| 1993 | Deeper and Deeper EP - Lançamento: 10 de lançamento de 1993 - Gravadora: Maverick · Sire · Warner Music Japan - Formatos: CD                                        | - Lançado em 1993 no Japão, através da Warner Music Japan, o EP é constituído por seis remixes de "Deeper and Deeper", cinco de "Erotica" e um de "Bad Girl". |
| 1993 | Rain EP - Lançamento: 25 de outubro de 1993 - Gravadora: Maverick · Sire · Warner Music Japan - Formatos: CD                                                        | - Lançado em 1993 no Japão, através da Warner Music Japan, o EP é constituído por três versões de "Rain", "Waiting" (Remix), "Up Down Suite" (Dub), "Bad Girl" (Extended Mix) e quatro remixes de "Fever". - Atingiu a 78.ª colocação no gráfico Oricon Albums Chart do Japão.                                                                                               |
| 1993 | The Girlie Show - Lançamento: Setembro de 1993 - Gravadora: Warner Music Brasil - Formatos: CD                                                                      | - Disponibilizado no Brasil em divulgação a turnê The Girlie Show, o EP é constituído por seis faixas, como "Erotica", "Deeper and Deeper", "Bad Girl", "Fever", "Rain" e "Bye Bye Baby". |
| 1996 | CD Single Collection - Lançamento: 25 de novembro de 1996 - Gravadora: Maverick · Sire · Warner Music Japan - Formatos: CD                                          | - Box set lançado exclusivamente no Japão, é composto por quarentena CDs singles. |
| 1999 | The Immaculate Collection/You Can Dance - Lançamento: 1999 - Gravadora: WEA Music · Warner Music France - Formatos: CD                                              | - Box set lançado exclusivamente na França, é composto por dois CDs; The Immaculate Collection e You Can Dance. |
| 1999 | Ray of Light/The Immaculate Collection - Lançamento: 1999 - Gravadora: WEA Music · Warner - Formatos: CD                                                            | - Box set lançado na Austrália e Nova Zelândia, é composto por dois CDs; Ray of Light e The Immaculate Collection. - Foi certificado com disco de ouro pela Recorded Music NZ. |
| 2000 | 3 for One - Lançamento: 31 de outubro de 2000 - Gravadora: Warner Music Australia - Formatos: CD                                                                    | - Box set lançado exclusivamente na Austrália, é composto por dois CDs; Madonna, Like a Virgin e True Blue. |
| 2000 | Like a Virgin/Madonna – The First Album - Lançamento: 17 de outubro de 2000 - Gravadora: WEA Music · Warner Music France - Formatos: CD                             | - Box set lançado exclusivamente na França, é composto por dois CDs; Like a Virgin e Madonna – The First Album. |
| 2000 | You Can Dance/Erotica - Lançamento: 17 de outubro de 2000 - Gravadora: WEA Music · Warner Music France - Formatos: CD                                               | - Box set lançado exclusivamente na França, é composto por dois CDs; You Can Dance e Erotica. |
| 2001 | The Immaculate Collection/Something to Remember - Lançamento: Novembro de 2001 - Gravadora: WEA Records · Warner Music Australia - Formatos: CD                     | - Box set lançado para coincidir com o lançamento de GHV2 na Austrália, é composto por dois CDs; The Immaculate Collection e Something to Remember. |
| 2001 | GHV2 Remixed: The Best of 1991–2001 - Lançamento: 20 de novembro de 2001 - Gravadora: Maverick · Warner Bros. - Formatos: LP · CD                                   | - Lançado em 2001, o álbum é constituído por doze remixes de GHV2 (2001). |
| 2002 | True Blue/Like a Virgin - Lançamento: 20 de setembro de 2002 - Gravadora: Warner Strategic Marketing · Warner Music France - Formatos: CD                           | - Box set lançado exclusivamente na França, é composto por dois CDs; True Blue e Like a Virgin. |
| 2002 | 2 CD Hit Collection - Lançamento: 2002 - Gravadora: Warner Music Germany - Formatos: CD                                                                             | - Box set lançado exclusivamente na Alemanha, é composto por dois CDs; Erotica e Madonna. |
| 2002 | The Best of I + II - Lançamento: 2002 - Gravadora: Warner Music Germany - Formatos: CD                                                                              | - Box set lançado exclusivamente na Alemanha, é composto por dois CDs; The Immaculate Collection e GHV2. |
| 2003 | Édition Spéciale 2CDs: American Life + Remixed & Revisited - Lançamento: 9 de dezembro de 2003 - Gravadora: Maverick · Warner Music France - Formatos: CD           | - Box set lançado exclusivamente na França, é composto por dois CDs; American Life e Remixed & Revisited |
| 2005 | American Life/Music - Lançamento: 2005 - Gravadora: Warner Strategic Marketing · Warner Music France - Formatos: CD                                                 | - Box set lançado exclusivamente na França, é composto por dois CDs; American Life e Music. |
| 2005 | American Life/Music/Ray of Light - Lançamento: 2005 - Gravadora: Warner Strategic Marketing · Warner Music France - Formatos: CD                                    | - Box set lançado exclusivamente na França, é composto por três CDs; American Life, Music e Ray of Light. - Atingiu a 174.ª colocação no gráfico SNEP da França. |
| 2006 | Confessions Remixed - Lançamento: 11 de abril de 2006 - Gravadora: Warner Bros. - Formatos: 3×LP                                                                    | - Lançado em 2006, é constituído por seis remixes de Confessions on a Dance Floor (2005). |
| 2006 | The Complete Collection - Lançamento: Agosto de 2006 - Gravadora: Warner Music UK - Formatos: CD · DVD                                                              | - Box set lançado exclusivamente no Reino Unido, é composto por 17 CDs; entre Madonna até I'm Going to Tell You a Secret, o único álbum não incluído é Evita. |
| 2008 | Madonna: Dalle Origini Al Mito (From the Beginning to the Myth) - Lançamento: 20 de junho–29 de agosto de 2008 - Gravadora: Warner Music Italy - Formatos: CD · DVD | - Box set vendido semanalmente pelo jornal italiano Corriere Della Sera em 2008, é composto por nove CDs; Madonna, Like a Virgin, True Blue, Who's That Girl, Like a Prayer, I'm Breathless, Erotica, Bedtime Stories e Evita. Além de dois DVDs; The Immaculate Collection e Ciao, Italia! – Live from Italy.                                                               |
| 2012 | Original Album Series - Lançamento: 26 de março de 2012 - Gravadora: Warner Bros. - Formatos: CD                                                                    | - Box set lançado exclusivamente na Europa, é composto por cinco CDs; True Blue, Like a Prayer, Ray of Light, Music e Confessions on a Dance Floor. - Atingiu a 194.ª colocação no gráfico UK Albums do Reino Unido. |
| 2012 | The Complete Studio Albums (1983–2008) - Lançamento: 26 de março de 2012 - Gravadora: Warner Bros. - Formatos: CD                                                   | - Box set lançado exclusivamente na Europa, é composto por onze CDs; Madonna, Like a Virgin, True Blue, Like a Prayer, Erotica, Bedtime Stories, Ray of Light, Music, American Life, Confessions on a Dance Floor e Hard Candy. - Atingiu a 70.ª colocação no gráfico UK Albums do Reino Unido.                                                                              |
| 2012 | La Sélection Ideale: Madonna - Lançamento: 13 de agosto de 2012 - Gravadora: WEA Music · Warner Music France - Formatos: CD                                         | - Box set lançado exclusivamente na França, é composto por três CDs; Madonna, True Blue e American Life. |
| 2013 | Confessions on a Dance Floor/Like a Virgin - Lançamento: 22 de julho de 2013 - Gravadora: WEA Music · Warner Music France - Formatos: CD                            | - Box set lançado exclusivamente na França, é composto por dois CDs; Confessions on a Dance Floor e Like a Virgin. |
| 2015 | Rebel Heart EP - Lançamento: 16 de março de 2015 - Gravadora: Interscope - Formatos: download digital                                                               | - Lançado para coincidir com o lançamento de Rebel Heart em 2015, o EP é constituído por faixas, como "Beautiful Scars", "Borrowed Time", "Addicted", "Graffiti Heart" e dois remixes de "Living for Love". |
| 2019 | Like a Prayer 30th Anniversary - Lançamento: 21 de março de 2019 - Gravadora: Warner Bros. · Rhino - Formatos: download digital                                     | - Lançado em comemoração ao 30.º aniversário de Like a Prayer, a compilação é constituída por vários remixes. |
| 2021 | True Blue 35th Anniversary Edition - Lançamento: 30 de julho de 2021 - Gravadora: Sire · Warner · Rhino - Formatos: download digital                                | - Lançado em comemoração ao 35.º aniversário de True Blue, a compilação é constituída por vários remixes. |
| 2022 | Who's That Girl: Super Club Mix EP - Lançamento: 23 de abril de 2022 - Gravadora: Sire · Warner · Rhino - Formatos: LP                                              | - Lançado em comemoração ao 35.º aniversário de Who's That Girl, a compilação é constituída por vários remixes de "Who's That Girl" e "Causing a Commotion". |
| 2023 | American Life Mixshow Mix - Lançamento: 22 de abril de 2023 - Gravadora: Warner - Formatos: LP                                                                      | - Lançado em comemoração ao 20.º aniversário de American Life, o EP é constituído por oito faixas. |